# Мегі (тайфун, 2010)
Тайфун Мегі-2010 — шторм 5-ї категорії у Тихому океані. Проходив 12 жовтня 2010 р. поблизу Філіппін і досяг берегів Китаю. Цей тайфун — одне з найпотужніших атмосферних явищ, яке вразило землю у 2010 році. В результаті грозової активності загинули 16 людей, всі вони громадяни Філіппін. Тайфун рухався над Тихим океаном на східному узбережжі Азії.